# Yagiite
La yagiite (simbolo IMA: Yag) è un minerale della famiglia dei ciclosilicati molto raro appartenente al gruppo della milarite e ha composizione chimica NaMg2(AlMg2Si12)O30.

## Etimologia e storia
La yagiite è stata scoperta nel 1969 nelle inclusioni di silicati del meteorite Colomera, un meteorite ferroso di tipo IIE trovato nel 1912 nella provincia di Granada, in Andalusia (Spagna). Il nuovo minerale è stato chiamato in questo modo in onore del dottor Kenzo Yagi, professore di geologia all'Università Hokkaidō di Sapporo (Giappone), in riconoscimento dei suoi contributi alla mineralogia e alla petrologia.
Il successivo meteorite di ferro, il meteorite Tahara, in cui è stato trovato un vetro silicato con la composizione della yagiite, colpì una nave da carico al largo di Tahara (prefettura di Aichi, Giappone). Dopo l'impatto con la nave da carico olandese "Malacca" nel 1648, questo è stato il secondo impatto documentato di un meteorite sul ponte di una nave e il primo da cui sono stati recuperati frammenti. Uno dei membri dell'equipaggio portò a casa il frammento più grande e lo mise a disposizione per la ricerca scientifica un anno e mezzo dopo.
Un'altra menzione della yagiite viene da A. Ruzicka, M. Hutson e C. Floss, che hanno rilevato la yagiite nelle inclusioni di silicato del meteorite di ferro Sombrerete non classificato nel 2006.

## Classificazione
Nell'obsoleta, ma in parte ancora in uso, 8ª edizione della sistematica minerale secondo Strunz, la yagiite appartiene alla classe dei "ciclosilicati", dove viene elencata insieme ad almarudite, armenite, berezanskite, brannockite, chayesite, darapiosite, dusmatovite, eifelite, emeleusite, faizievite, merrihueite, oftedalite, osumilite, osumilite-(Mg), poudretteite, roedderite, shibkovite, sogdianite, sugilite, trattnerite e yakovenchukite-(Y) e con le quali forma il "gruppo della milarite-osumilite" con il sistema nº VIII/C.10.
La 9ª edizione della sistematica minerale di Strunz, valida dal 2001 e utilizzata dall'Associazione Mineralogica Internazionale (IMA), classifica la yagiite nella classe "9.C Ciclosilicati"; questa è ulteriormente suddivisa in base alla struttura degli anelli, in modo che il minerale possa essere trovato nella sottoclasse "9.CM [Si6O18]12- anelli doppi con 6 membri (sei doppi anelli)" in base alla sua struttura. Insieme ad almarudite, armenite, berezanskite, brannockite, chayesite, darapiosite, dusmatovite, eifelite, friedrichbeckeite, klöchite, merrihueite, milarite, oftedalite, osumilite, osumilite-(Mg), poudretteite, roedderite, shibkovite, sogdianite, sugilite e trattnerite, la yagiite appartiene al "gruppo della milarite" con il sistema nº 9.CM.05.
Anche la classificazione dei minerali secondo Dana, che viene utilizzata principalmente nel mondo anglosassone, classifica la yagiite nella classe dei "silicati e germanati" e da lì nella già più finemente suddivisa sottoclasse dei "ciclosilicati: anelli condensati". Qui è nel "gruppo della milarite-osumilite" con il sistema nº 63.02.01a all'interno della sottosezione "Ciclosilicati: anelli condensati a 6 membri".

## Chimica
Le composizioni di yagiite dai due depositi noti non differiscono molto:
- {\displaystyle \mathrm {^{[C,B]}(Na_{1,20}K_{0,30})^{[A]}(Mg_{2,00})^{[T2]}(Mg_{0,60}Fe_{0,34}Ti_{0,10}Al_{1,96})^{[T1]}(Si_{0,22}Al_{1,78})O_{30}} \,\,\,}meteorite di Colomera

- {\displaystyle \mathrm {^{[C,B]}(Na_{0,87}K_{0,39})^{[A]}(Mg_{1,34}Fe_{0,51}^{2+}Mn_{0,03}Ca_{0,12})^{[T2]}(Mg_{0,84}Al_{2,16})^{[T1]}(Si_{0,19}Al_{1,82})O_{30}} \,\,\,}meteorite di Somberete

La posizione nella struttura cristallina è indicata tra parentesi quadre.
Ci sono diverse indicazioni della composizione idealizzata della yagiite pura. La Commissione per i Nuovi Minerali e la Classificazione dei Minerali (CNMMN) dell'IMA evidenzia l'occupazione mista della posizione T2 con alluminio (Al) e magnesio (Mg) e definisce la yagiite come l'analogo sodio-alluminio della chayesite:
- {\displaystyle \mathrm {^{[C]}Na^{[A]}Mg_{2}\,\,^{[T2]}(Al\,Mg_{2})[Si_{12}O_{30}]} }

Nella sua lista di tutti i minerali del gruppo milarite, Hawthorne sottolinea l'accordo dell'occupazione della posizione T1 dell'anione complesso a doppio anello a 6 anelli con l'osumilite (Si10Al2) e definisce la yagiite come un analogo del sodio dell'osumilite (Mg):
- {\displaystyle \mathrm {^{[C]}Na\,\,^{[A]}Mg_{2}\,\,^{[T2]}(Al_{3})[Si_{10}Al_{2}O_{30}]} }

Entrambe le formule differiscono in modo significativo dalla composizione della yagiite di Colomera. La sua composizione può essere descritta in buona approssimazione come una miscela dei seguenti elementi finali:
- 50 % {\displaystyle \mathrm {^{[C]}Na^{[B]}\Box _{2}\,\,^{[A]}Mg_{2}\,^{[T2]}(Al_{3})[Si_{10}Al_{2}O_{30}]} }Yagiite secondo Hawthorne, un'osumilite (Na,Mg)
- 25 % {\displaystyle \mathrm {^{[C]}Na^{[B]}\Box _{2}\,\,^{[A]}Mg_{2}\,\,^{[T2]}(AlMg_{2})[Si_{12}O_{30}]} }ipotetico membro finale della yagiite dell'IMA
- 25 % {\displaystyle \mathrm {^{[C]}Na^{[B]}Na_{2}\,\,^{[A]}Mg_{2}\,\,^{[T2]}Mg_{3}[Si_{11}AlO_{30}]} }elemento terminale sintetico

L'unica variazione osservata nella composizione è un aumento del contenuto di ferro dal nucleo al bordo dei cristalli di yagiite nel meteorite Somberete secondo la sostituzione seguente:
- {\displaystyle \mathrm {^{[A,T2]}Mg^{2+}=\,\,^{[A,T2]}Fe^{2+}} }

## Abito cristallino
La yagiite cristallizza nel sistema esagonale con il gruppo spaziale P6/mcc (gruppo nº 192) e 2 unità di formula per cella unitaria. I parametri di reticolo sono a = 10,09(1) Å e c = 14,29(3) Å.
I 6 anelli doppi del silicato (posizione T1) sono occupati da 10 Si4+ e 2 Al3+ come nell'osumilite e la posizione tetraedrica T2 contiene Al3+, Mg2+ e piccole quantità di altri cationi.
La posizione C coordinata 12 volte e la posizione B coordinata 9 volte contengono i cationi potassio (K+) e sodio monovalenti così come le lacune, e la posizione A coordinata ottaedrica è completamente occupata con Mg2+.

## Origine e giacitura
La yagiite si trova sotto forma di minuscoli cristalli nella massa di fondo di inclusioni di smalto silicato ricche di alcali nei meteoriti ferrosi di tipo IIE. A differenza dei minerali del gruppo della milarite roedderite e merrihueite, che sono stati scoperti anche nei meteoriti; non sono noti depositi terrestri di yagiite.
La località tipo è il meteorite Colomera, un ottaedrite ferroso di tipo IIE proveniente dalla provincia di Granada, Spagna. La yagiite si trova in inclusioni di silicati ricche di alcali circondate da nichel-ferro. Si presenta come una fine massa cristallina di terra negli interstizi di cristalli di diopside ricchi di titanio e alluminio, accompagnati da whitlockite, tridimite e plagioclasio.
Nel meteorite di Somberete, anch'esso un ottaedrite IIE, la yagiite si trova in piccoli aggregati cristallini in inclusioni di silicati insieme a vetro ricco di sodio, apatite-(Cl), merrillite, ilmenite, ortopirosseno e plagioclasio.
Il fatto che i silicati concentrati di sodio si formino in rocce originali come i meteoriti di ferro, da cui minerali come la yagiite possono cristallizzare, è sorprendente e come ciò avvenga non è completamente compreso. Con i modelli precedenti, come la collisione di meteoriti di ferro con meteoriti pietrose condritiche o la cristallizzazione frazionata di fusi condritici, è difficile spiegare tutte le proprietà delle inclusioni di silicati. Un altro modello spiega la formazione delle inclusioni di silicati diversamente composte dei meteoriti di ferro IIE attraverso processi di condensazione dei meteoriti dalla nebulosa solare, che potrebbero portare a diverse composizioni iniziali a seconda della temperatura. Vengono quindi modificati metasomaticamente per formare i vetri di silicato naturali osservati. Si tratta di processi che si verificano solo nei meteoriti, ma non sulla Terra. Se questo modello fosse confermato, offrirebbe anche una spiegazione del motivo per cui la yagiite è stata finora trovata solo nei meteoriti.

## Forma in cui si presenta
La yagiite forma cristalli incolori con lucentezza simile al vetro e può essere di colore blu pallido a causa di tracce di ferro e titanio.